# Bebe Daniels
Phyllis Virginia "Bebe" Daniels (14. januar 1901[kilde mangler] – 16. marts 1971) var en amerikansk skuespiller, sanger, danser, forfatter og producer.
Hun begyndte sin karriere under tiden med stumfilm som barneskuespiller og blev en stjerne i musicals som Rio Rita og senere fik hun yderligere berømthed på radio og fjernsyn i Storbritannien. I sin 50-åroge karriere optrådte Daniels i 230 film.

## Udvalgt filmografi
| År   | Titel                               | Rolle                | Noter eller udgivelsesdato         |
| ---- | ----------------------------------- | -------------------- | ---------------------------------- |
| 1910 | The Wonderful Wizard of Oz          | Dorothy Gale         | Rolle omstridt, da arkiver er tabt |
| 1910 | Justinian and Theodora              |                      | December 29, 1910                  |
| 1911 | A Counterfeit Santa Claus           |                      | December 21, 1911                  |
| 1913 | The Savage                          | Bit part             | January 21, 1913                   |
| 1914 | Anne of the Golden Heart            | Lucy Blake           | January 22, 1914                   |
| 1915 | Giving Them Fits                    | Co-Worker            | November 1, 1915                   |
| 1915 | Bughouse Bellhops                   |                      | November 8, 1915                   |
| 1915 | Ruses, Rhymes and Roughnecks        |                      | December 15, 1915                  |
| 1916 | Lonesome Luke Leans to the Literary |                      | January 5, 1916                    |
| 1916 | Luke, the Candy Cut-Up              |                      | January 31, 1916                   |
| 1916 | Luke Pipes the Pippins              |                      | March 15, 1916                     |
| 1916 | Luke Laughs Last                    |                      | June 5, 1916                       |
| 1916 | Luke's Movie Muddle                 |                      | December 3, 1916                   |
| 1917 | Luke's Lost Liberty                 |                      | January 7, 1917                    |
| 1917 | Luke's Busy Day                     |                      | January 21, 1917                   |
| 1917 | Luke's Trolley Troubles             |                      | February 4, 1917                   |
| 1917 | Lonesome Luke's Lively Life         |                      | March 18, 1917                     |
| 1917 | Lonesome Luke's Honeymoon           |                      | May 20, 1917                       |
| 1917 | Lonesome Luke, Messenger            | The Girl             | August 5, 1917                     |
| 1917 | By the Sad Sea Waves                |                      | September 30, 1917                 |
| 1917 | Bliss                               | The Girl             | October 14, 1917                   |
| 1917 | Rainbow Island                      |                      | October 28, 1917                   |
| 1917 | The Flirt                           |                      | November 11, 1917                  |
| 1917 | All Aboard                          | The Girl             | November 25, 1917                  |
| 1918 | Hey There!                          | The Leading Lady     | April 28, 1918                     |
| 1918 | The Non-Stop Kid                    | Miss Wiggle          | May 12, 1918                       |
| 1918 | Two-Gun Gussie                      | The Girl             | May 19, 1918                       |
| 1918 | Take a Chance                       | The Hired Girl       | December 15, 1918                  |
| 1919 | Going! Going! Gone!                 | Miss Goulash         | January 26, 1919                   |
| 1919 | Ask Father                          | Switchboard operator | February 9, 1919                   |
| 1919 | Next Aisle Over                     | Miss Paprika         | March 30, 1919                     |
| 1919 | A Sammy in Siberia                  | Olga                 | April 6, 1919                      |
| 1919 | Young Mr. Jazz                      | The Girl             | May 4, 1919                        |
| 1919 | Don't Shove                         | Bebe                 | August 31, 1919                    |
| 1919 | Bumping into Broadway               | The Girl             | November 2, 1919                   |
| 1924 | Hello, 'Frisco                      | Herself              | September 24, 1924                 |

| År   | Titel                    | Rolle                         | Noter     |
| ---- | ------------------------ | ----------------------------- | --------- |
| 1919 | Male and Female          | The King's Favourite          |           |
| 1919 | Everywoman               | Vice                          | Tabt film |
| 1920 | Why Change Your Wife?    | Sally Clark                   |           |
| 1920 | The Dancin' Fool         | Junie Budd                    |           |
| 1920 | Sick Abed                | Nurse Durant                  |           |
| 1920 | You Never Can Tell       | Rowena Patricia Jones         |           |
| 1920 | The Fourteenth Man       | Marjory Seaton                | Tabt film |
| 1920 | Oh, Lady, Lady           | Mary Barber                   | Tabt film |
| 1920 | She Couldn't Help It     | Young Nance                   | Tabt film |
| 1921 | Ducks and Drakes         | Teddy Simpson                 |           |
| 1921 | Two Weeks with Pay       | Pansy O'Donnell/Marie La Tour | Tabt film |
| 1921 | The March Hare           | Lisbeth Ann Palmer            | Tabt film |
| 1921 | One Wild Week            | Pauline Hathaway              | Tabt film |
| 1921 | The Affairs of Anatol    | Satan Synne                   |           |
| 1921 | The Speed Girl           | Betty Lee                     | Tabt film |
| 1922 | Nancy from Nowhere       | Nancy                         | Tabt film |
| 1922 | A Game Chicken           | Inez Hastings                 | Tabt film |
| 1922 | North of the Rio Grande  | Val Hannon                    | Tabt film |
| 1922 | Nice People              | Theodora Gloucester           | Tabt film |
| 1922 | Pink Gods                | Lorraine Temple               | Tabt film |
| 1922 | Singed Wings             | Bonita della Guerda           | Tabt film |
| 1923 | The World's Applause     | Corinne d'Alys                | Tabt film |
| 1923 | The Glimpses of the Moon | Susan Branch                  | Tabt film |
| 1923 | The Exciters             | Ronnie Rand                   | Tabt film |
| 1923 | Hollywood                | Herself (cameo)               | Tabt film |
| 1923 | His Children's Children  | Diane                         | Tabt film |
| 1924 | Heritage of the Desert   | Mescal                        |           |
| 1924 | Daring Youth             | Alita Allen                   | Tabt film |
| 1924 | Unguarded Women          | Breta Banning                 | Tabt film |
| 1924 | Monsieur Beaucaire       | Princess Henriette            |           |
| 1924 | Sinners In Heaven        | Barbara Stockley              | Tabt film |
| 1924 | Dangerous Money          | Adele Clark                   | Tabt film |
| 1924 | Argentine Love           | Consuelo Garcia               | Tabt film |
| 1925 | Miss Bluebeard           | Colette Girard                |           |
| 1925 | The Crowded Hour         | Peggy Laurence                | Tabt film |
| 1925 | The Manicure Girl        | Maria Maretti                 | Tabt film |
| 1925 | Wild, Wild Susan         | Susan Van Dusen               | Tabt film |
| 1925 | Lovers in Quarantine     | Diana                         |           |
| 1926 | The Splendid Crime       | Jenny                         | Tabt film |
| 1926 | Miss Brewster's Millions | Polly Brewster                | Tabt film |
| 1926 | The Palm Beach Girl      | Emily Bennett                 | Tabt film |
| 1926 | Volcano!                 | Zabette de Chavalons          |           |
| 1926 | The Campus Flirt         | Patricia Mansfield            | Tabt film |
| 1926 | Stranded in Paris        | Julie McFadden                | Tabt film |
| 1927 | A Kiss in a Taxi         | Ginette                       | Tabt film |
| 1927 | Señorita                 | Señorita Francesca Hernandez  |           |
| 1927 | Swim Girl, Swim          | Alice Smith                   | Tabt film |
| 1927 | She's a Sheik            | Zaida                         |           |
| 1928 | Feel My Pulse            | Barbara Manning               |           |
| 1928 | The Fifty-Fifty Girl     | Kathleen O'Hara               | Tabt film |
| 1928 | Hot News                 | Pat Clancy                    | Tabt film |
| 1928 | Take Me Home             | Peggy Lane                    | Tabt film |
| 1928 | What a Night!            | Dorothy Winston               | Tabt film |

| År        | Titel                      | Rolle                  | Noter                                                      |
| --------- | -------------------------- | ---------------------- | ---------------------------------------------------------- |
| 1929      | Rio Rita                   | Rita Ferguson          | Ufuldstændig film                                          |
| 1930      | Love Comes Along           | Peggy                  | Ufuldstændig film                                          |
| 1930      | Alias French Gertie        | Gertie Jones/aka Marie |                                                            |
| 1930      | Dixiana                    | Dixiana Caldwell       |                                                            |
| 1930      | Lawful Larceny             | Marion Dorsey          |                                                            |
| 1930      | Reaching for the Moon      | Vivien Benton          |                                                            |
| 1931      | My Past                    | Miss Doree Macy        |                                                            |
| 1931      | The Maltese Falcon         | Ruth Wonderly          |                                                            |
| 1931      | Honor of the Family        | Laura                  | Tabt film                                                  |
| 1932      | Silver Dollar              | Lily Owens Martin      |                                                            |
| 1933      | 42nd Street                | Dorothy Brock          |                                                            |
| 1933      | Cocktail Hour              | Cynthia Warren         |                                                            |
| 1933      | Counsellor at Law          | Regina "Rexy" Gordon   |                                                            |
| 1933      | The Song You Gave Me       | Mitzi Hansen           |                                                            |
| 1933      | A Southern Maid            | Juanita/Dolores        |                                                            |
| 1934      | Registered Nurse           | Sylvia 'Ben' Benton    |                                                            |
| 1935      | Music Is Magic             | Diane De Valle         |                                                            |
| 1936      | Treachery on the High Seas | May Hardy              | Alternativ titet: Not Wanted on Voyage                     |
| 1938      | The Return of Carol Deane  | Carol Deane            |                                                            |
| 1941      | Hi Gang!                   | The Liberty Girl       |                                                            |
| 1947      | The Fabulous Joe           | -                      | Producer                                                   |
| 1954      | Life with the Lyons        | Bebe Lyon              | Alternativ titel: Family Affair                            |
| 1955      | The Lyons in Paris         | Bebe                   | Alternative titler: Mr. and Mrs. in Paree The Lyons Abroad |
| 1955–1960 | Life with the Lyons        | Bebe Lyon              | Ukendte episoder producer, forfatter                       |

## Udvalgte radiooptrædender
| År        | Titel               | Rolle        | Noter                                                  |
| --------- | ------------------- | ------------ | ------------------------------------------------------ |
| 1939      | Rinso Radio Revue   | Bebe Daniels | Radio Luxembourg, med Ben Lyon, Tommy Handley og andre |
| 1941-1949 | Hi Gang!            | Bebe Lyon    | BBC, med Ben, Barbara og Richard Lyon og Vic Oliver    |
| 1950-1961 | Life with the Lyons | Bebe Lyon    | BBC, med Ben, Barbara og Richard Lyon                  |

## Eksterne links
- Wikimedia Commons har flere filer relateret til Bebe Daniels
- Bebe Daniels på Internet Movie Database (engelsk)
- Good Little Bad Girl: Bebe Daniels
- Photographs and bibliography
- Bebe Daniels' maternal grandmother's family